# Garypus beauvoisii
Garypus beauvoisii es una especie de arácnido del orden Pseudoscorpionida de la familia Garypidae.

## Distribución geográfica
Se encuentra en Europa y en Israel.